# Expres FM
Expres FM je soukromá rozhlasová stanice, která vysílá od roku 2002 z Prahy. 
Je městským rádiem; zaměřuje se hlavně na současnou kvalitní hudbu zejména světové provenience, mezi českými radiovými stanicemi je její hudební mix unikátním. Od jara 2019 je jejím majitelem Seznam.cz a od roku 2020 i se sesterskou stanicí Classic Praha sídlí v centrále Seznam.cz na pražském Smíchově.

## Historie
Původně se stanice jmenovala Expres radio a profilovala se jako metropolitní rádio s akcentem na pražské zpravodajství a domácí i světový showbyznys. Cílila zejména na věkovou skupinu 20 až 35 let a nabízela asi třicetiprocentní podíl české hudby. Později se část programu vysílala v anglickém jazyce pro cizince žijící na území hlavního města (do roku 2008).
V létě 2004 odkoupilo stanici pražské vydavatelství Mafra vlastněné společností Rheinisch-Bergische Verlagsgesellschaft z Düsseldorfu. Zachovalo původní název, metropolitní charakter i vysílací schéma a do jejího čela dosadilo Ondřeje Sychrovského. Stanice začala ve větší míře využívat zpravodajství deníku MF Dnes a webového portálu iDnes.cz. Na moderátorských pozicích v té době působili např. Miloš Pokorný, Roman Ondráček, Bořek Slezáček nebo Laďka Něrgešová. 
K další změně majitele došlo poté, co vydavatelství Mafra koupil v roce 2013 podnikatel Andrej Babiš. O stanici (stejně jako o „sesterské“ rádio Classic Praha – dříve Classic FM) neměl zájem, a proto ji německý vlastník odprodal zakladateli společnosti Fincentrum Petru Stuchlíkovi. Majitelem společnosti držící licenci k vysílání Expres FM se na jaře 2014 stala společnost Voice of Prague (dříve Kesmar Service), která provozovala i další soukromou rozhlasovou stanici Classic Praha a kterou zastupoval bývalý redaktor MF Dnes a iDnes.cz, majitel agentury Relative PR David Šimoník. Za jeho působení se stanice přejmenovala z Expres radia na Expres FM. Obě stanice sídlily v administrativní budově Amazon Court na Rohanském nábřeží v Praze - Karlíně.
Poslední změna vlastnictví proběhla v roce 2018, kdy 67% podíl ve Voice of Prague koupila společnost Seznam.cz. Počátkem roku 2019 pak koupila i zbylý 33% podíl a stala se tak výhradním vlastníkem.
Aktuálně se stanice sama definuje jako „moderní městské rádio, které reflektuje aktuální dění na hudební scéně, drží krok s respektovanými světovými stanicemi a tím se odlišuje od hudební nabídky ostatních českých rádií“. V čele nynější moderátorské sestavy jsou spíkři ranního klubu Miloš Pokorný a Barbara Hacsi.

## Hacsiko
Hacsiko je název pro umělou inteligencí vytvořený hlas používaný ve vysílání rádia Expres FM. Pro syntézu propůjčila svůj skutečný hlas moderátorka stanice Barbara Hacsi.
Hacsiko je nasazována hlavně v nočním vysílání, mluví jako běžný moderátor, komentuje dění ve světě i odehrané písně. Vše je podle zástupců firmy Seznam pod manuální, lidskou kontrolou. Každé vystoupení syntetické moderátorky posluchači poznají díky jinglům a oznámení před a po konci vysílání, které upozorňuje na fakt, že vstupy zpracovala umělá inteligence.

### Příprava a spuštění vysílání
Na projektu syntetického hlasu začal tým Seznam Zpráv pracovat v březnu 2023, nahrávání hlasu začalo 17. dubna 2023. Premiéru prvního vstupu měla robotka Hacsiko v noci 25. května 2023, své první noční vysílání poté 29. května 2023 od čtvrté hodiny ranní do 5:40. Od září 2023 vysílala pravidelně v noci od půlnoci do jedné. Od listopadu 2023 do ledna 2024 zastoupila robotka moderátorku Barbaru v jejím dvouhodinovém týdenním pořadu Trendy.
Dle zástupce ředitele pro rozvoj zpravodajství a rádií Seznamu Jiřího Špačka, který má vývoj hlasu ve firmě na starosti, byla v prosinci 2023 do éteru uvedena verze Hacsiko 2.0. Hlasu se zlepšila intonace a celkový projev.

### Práce s umělým hlasem
Moderátorské vstupy Hacsiko jsou definovány sadou příkazů, mezi které patří například cílová skupina, zájmy posluchačů, délka vstupu či jazykový styl. Technologie umožňuje rovněž definovat, jaké osobnostní rysy má projev syntetické moderátorky mít. AI při přípravě projevu syntetické moderátorky bude vycházet z obsahu Seznamu (Seznam Zprávy, Proženy.cz atd.). Vygenerované scénáře následně kontroluje dramaturg rádia, který finální vstupy zadá do generátoru syntetického hlasu. Vytvořený audio výstup opět zkontroluje, až poté smí moderátorka Hacsiko do vysílání.

### Etické zásady
Podle ředitele divize Zpravodajství a rádií Seznamu Jakuba Ungera nechce firma AI v obsahu využívat, aby nahradila kreativitu lidí. Umělá inteligence dle něj v obsahu ale rozšiřuje kapacity. Projekt se řídí kodexem pro práci s nástroji AI. Celkovou syntézu a modelaci hlasu zajišťuje česká firma MAMA AI.

## Distribuce signálu
- Praha 90,3 MHz – z vysílače Praha – Strahov na Rošického stadionu (347 m)
- Plzeň 94,5 MHz
- Domažlice 103,0 MHz
- Tachov a Železná Ruda 105,6 MHz
- Klatovy 92,4 MHz
- Karlovy Vary 105,0 MHz
- Ústí nad Labem 107,6 MHz
- Jihlava 106,7 MHz
- Brno 102,4 MHz
- Zlín 87,9 MHz.

Stanici lze naladit i v mobilní aplikaci (iOS i Android) a na webu či homepage Seznamu.cz.

## Program
Pondělí až pátek
- 0:00–7:00 Nejlepší hudba v metropoli (po+čt+pá, 1:00–7:00 út+st)
- 0:00–1:00 Expres Edge (út), Meziplyn na Expres FM (st)
- 7:00–10:00 Ranní klub
- 10:00–13:00 Dopoledne na Expres FM
- 13:00–16:00 Odpoledne na Expres FM
- 16:00–19:00 Expres Drive
- 19:00–21:00 Nejlepší hudba v metropoli
- 21:00–23:00 Rezonátor (po), Reggae Expres (út), Expres Edge (st), Expres Fresh! (čt), Starmix (pá)
- 23:00–24:00 Expres Edge (po), Expres TOP (út), Tepláky na Expres FM (st), Totally Wired (čt), Starmix (pá)

Sobota
- 0:00–1:00 Starmix
- 1:00–10:00 Nejlepší hudba v metropoli
- 10:00–11:00 Meziplyn na Expres FM
- 11:00–13:00 Trendy Expres
- 13:00–17:00 Víkend na Expres FM
- 17:00–18:00 Pražská kostka
- 18:00–19:00 Nejlepší hudba v metropoli
- 19:00–24:00 Saturday Night Fever

Neděle
- 0:00–11:00 Nejlepší hudba v metropoli
- 11:00–13:00 Expres Fresh!
- 13:00–17:00 Víkend na Expres FM
- 17:00–18:00 Tepláky na Expres FM
- 18:00–19:00 Expres TOP
- 19:00–20:00 Nejlepší hudba v metropoli
- 20:00–24:00 Sunday Night Cream